# Курос
Курос (грец. κοῦρος) — тип статуї юнака-атлета, зазвичай оголеного, характерний зразок давньогрецької пластики періоду архаїки (650 р. до н. е. — 500 р. до н. е.). Курос ставилися в святилищах і на гробницях; вони мали переважно меморіальне значення, але могли бути і культовими образами. Жіночий аналог куроси — кора.

## Назва
Давньогрецьке слово kuros, (множина kouroi) означає «юнак». Воно використовувалося Гомером для позначення молодих солдатів. З 5 ст.до н. е. воно застосовується для позначення підлітків, безбородих чоловіків — але вже не дітей. (пор. Ефеб). Сучасні історики мистецтва почали використовувати це слово для визначення специфічного типу чоловічого ню починаючи з 1890-х рр. Як синонім також використовувалися терміни «Аполлон» або «архаїчний Аполлон», так як передбачалося, що куроси зображували ідеалізованого юного Аполлона. Зараз цей вислів вважається застарілим.

## Опис
Куроси відрізняються строгою фронтальністю композиції, сумарним трактуванням форм людського тіла, обличчя їх жваві з т. зв. архаїчною посмішкою. Вони зображували молодих людей, які стоять у фронтальній позі, з лівою ногою, висунутою вперед. Руки тісно притиснуті до тіла — до стегон, прямо витягнуті уздовж тулуба, пальці зігнуті (хоча є й кілька статуй, одна з рук яких зігнута в лікті, простягаючи жертву). Куроси демонструють практично ідеальну симетрію у всіх анатомічних частинах тіла, зведених до простих геометричних форм!

## Еволюція
Найбільш ранні куроси виготовлялися з деревини (див. ксоан) і тому не збереглися. Але у VII ст. до н. е. греки навчилися у древніх єгиптян мистецтву обробки каменю металевими інструментами, і почали висікати куроси з гірських порід — здебільшого з пароського і самоського мармуру. Причому на відміну від своїх попередників вони використовували вже не мідь і бронзу, а залізо, тому могли різати краще. Типові пам'ятки періоду архаїки як і куроси, створювалися, коли Греція відчувала культурний вплив Стародавнього Єгипту, як це можна помітити за характерною статичною фронтальною позою — можливим відображенням зображень фараонів. Греки могли бачити багато подібних статуй, відвідуючи Єгипет як купці або ж як наймані солдати. Як і їхні прототипи-фараони, куроси часто висікалися з висунутою ногою (в кроці), з піднятою головою і прямим пильним поглядом та архаїчною посмішкою на вустах. Зображені юнаки завжди були голими, в крайньому випадку з поясом, іноді в сандалях. Трактування їх постатей і голів показує культурний вплив Криту: волосся вони носять довгим, заплетеним або прикрашеним по критській моді, а в розрізі їхніх очей іноді помітний впізнаваний єгипетський обрис, який часто копіювався критськими митцями. Але подібність між єгипетськими і грецькими статуями не стосується суті: куроси починаючи з поч. VII ст. стали демонструвати ознаки допитливої душі, невгасного почуття свободи і вправність грецьких скульпторів.

## До класики
До кінця VI століття до н. е. куроси почали створювати у більш розслаблених позах, і їх зачіски стали більше схожими на модні в материковій Греції. У VI столітті до н. е. розмір куросів став збільшуватися, у міру багатіння греків і зростання їх навичок при роботі з мармуром. Деякі з них стали в три або навіть в чотири рази перевищувати людський зріст. Наприклад, декілька з найбільших куросів були виготовлені для Самоського Герайона (храму Гери на острові Самос), який отримав щедрі дари від тирана Полікрата. Звідти походить найбільший з відомих, висотою до 5 м. Він був знайдений у 1981 році, зараз знаходиться в Самоському археологічному музеї, який довелося перебудувати, щоб він там помістився. «Хлопчик Крит», з атрибутами Криту (близько 490—480 років до н. е., Новий музей Акрополя), демонструє еволюцію від архаїчної до класичної скульптури під час першої греко-перської війни. Його реалістичні пропорції і деталі вже засновані на візуальному досвіді і математично розрахованих пропорціях (наприклад, «Канон» Поліклета), а не на схематичних ідеалах попереднього покоління.

## Призначення
У VII ст., коли з'явилися перші статуї людини в повний зріст, куроси служили для двох цілей. У храмах вони були знаком вотивних обіцянок видатних еллінів, чому свідоцтво — написи, які часто зустрічаються на їх постаментах. Крім того, їх також встановлювали на цвинтарях, щоб позначити могили знатних громадян. На кладовищах ці куроси зображували покійних, як грецький ідеал чоловічності. У найранніший період, ймовірно, куросам приписували магічні здібності, і вони могли бути вмістилищем Даймона богів (традиція, що збереглася і в наступні часи). Курос ніколи не був портретом якогось конкретного індивідуума. Приміром, один з відомих куросів служив надгробком Кроісосу (Kroisos), афінському солдатові, і на постаменті його написано: «Зупинись і погорюй перед пам'ятним каменем Кроісоса, тепер покійного». Давньогрецьке слово «пам'ятний камінь» — sema, вжите тут, показує, що цей Курос був символічною репрезентацією воїна, а не його портретом.
Добре відомий приклад подвійного куроса — «Клеобіс і Бітон», знайдений у Дельфах. Ці парні статуї датуються приблизно 580 р. до н. е. і зображують двох легендарних героїв Пелопоннеса. Хоча напис на основі ідентифікує їх як Клеобіса і Бітона, вони — типові куроси, що втілюють архаїчні Пелопонеські чесноти любові і фізичної сили, а не реальні особистості. Напис на лівому стегні великого Самоського куроса свідчить, що він був присвячений Гері — іонійським аристократом на ім'я Ісхес (Isches) — більшість куросів було замовлено знатними греками як приношення храмам, або членами їх сімей, щоб поставити на могилах. Скульптура з мармуру була дорогим задоволенням, і тільки дуже забезпечена людина могла оплатити скульпторові створення подібної роботи. Таким чином, куроси — це репрезентація багатства та сили аристократичного класу Стародавньої Греції. І коли цей стан втратив владу в VI ст. до н. е. так само зійшла нанівець мода на куроси, як у політичному, так і в мистецькому сенсі. До кінця VI ст., одночасно з поступовим зникненням соціального замовлення, тип куросів відступив, давши дорогу натуралістичним зображенням реальних людей. Серед ранніх прикладів такого мистецтва — скульптурна група «Гармодія і Арістогітон», створена в Афінах бл. 500 р. до н. е. Ці дві парні статуї ще демонструють певну формальність традицій куросів, але є вже набагато ближчими до реальності. Значимим є те, що «Гармодія і Арістогітон» були меморіалом установлення в Афінах саме демократії. Це — приклад одночасно заміни іконографії куросів та аристократичної системи правління.

## Галерея

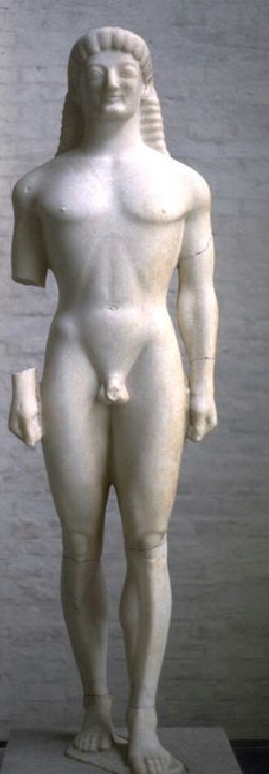
«Аполлон Тенейський», бл. 560—550 до н.е, Мюнхенська гліптотека
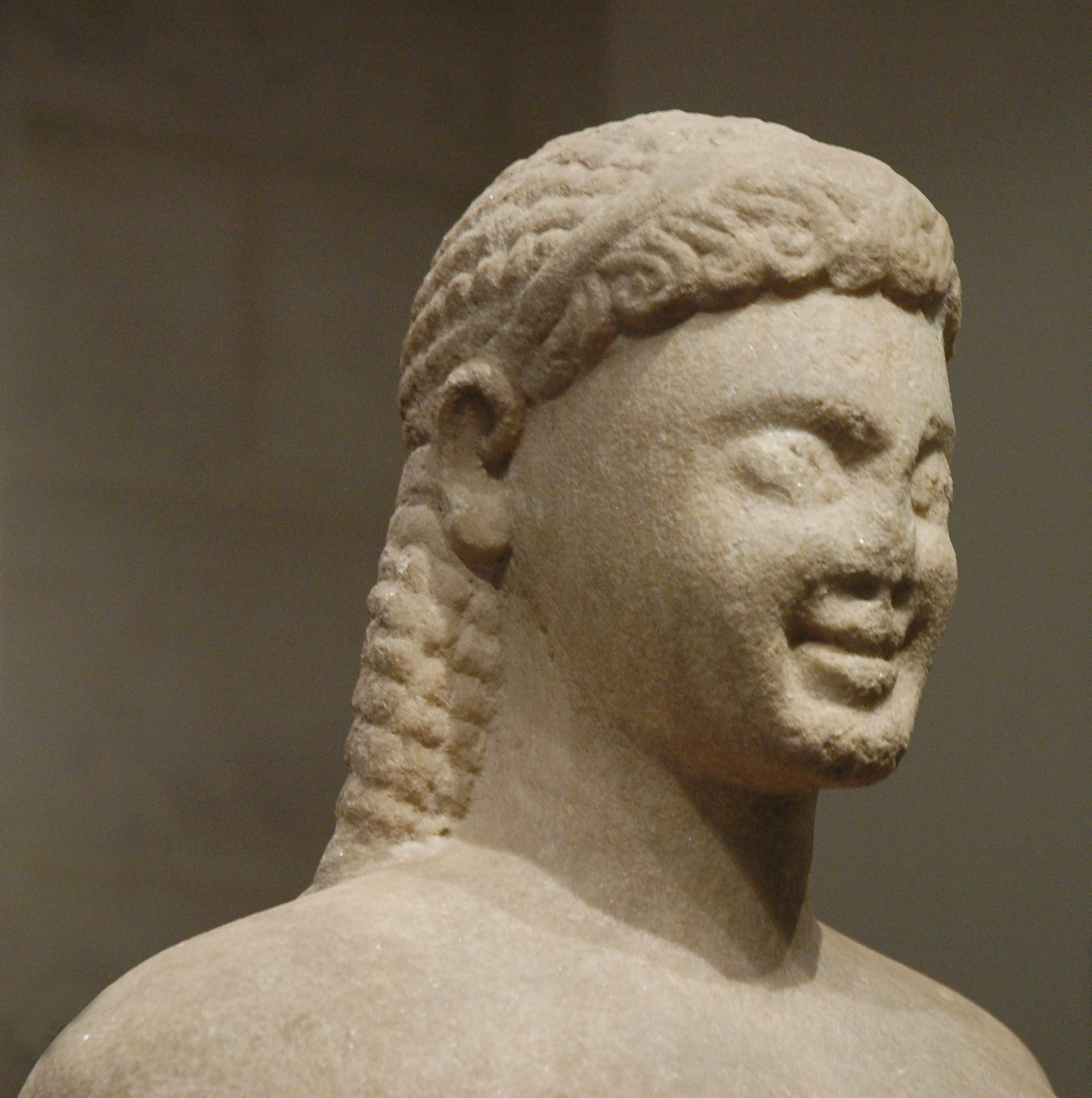
Курос з Паросського Асклепіона, Лувр. Приклад архаїчної посмішки
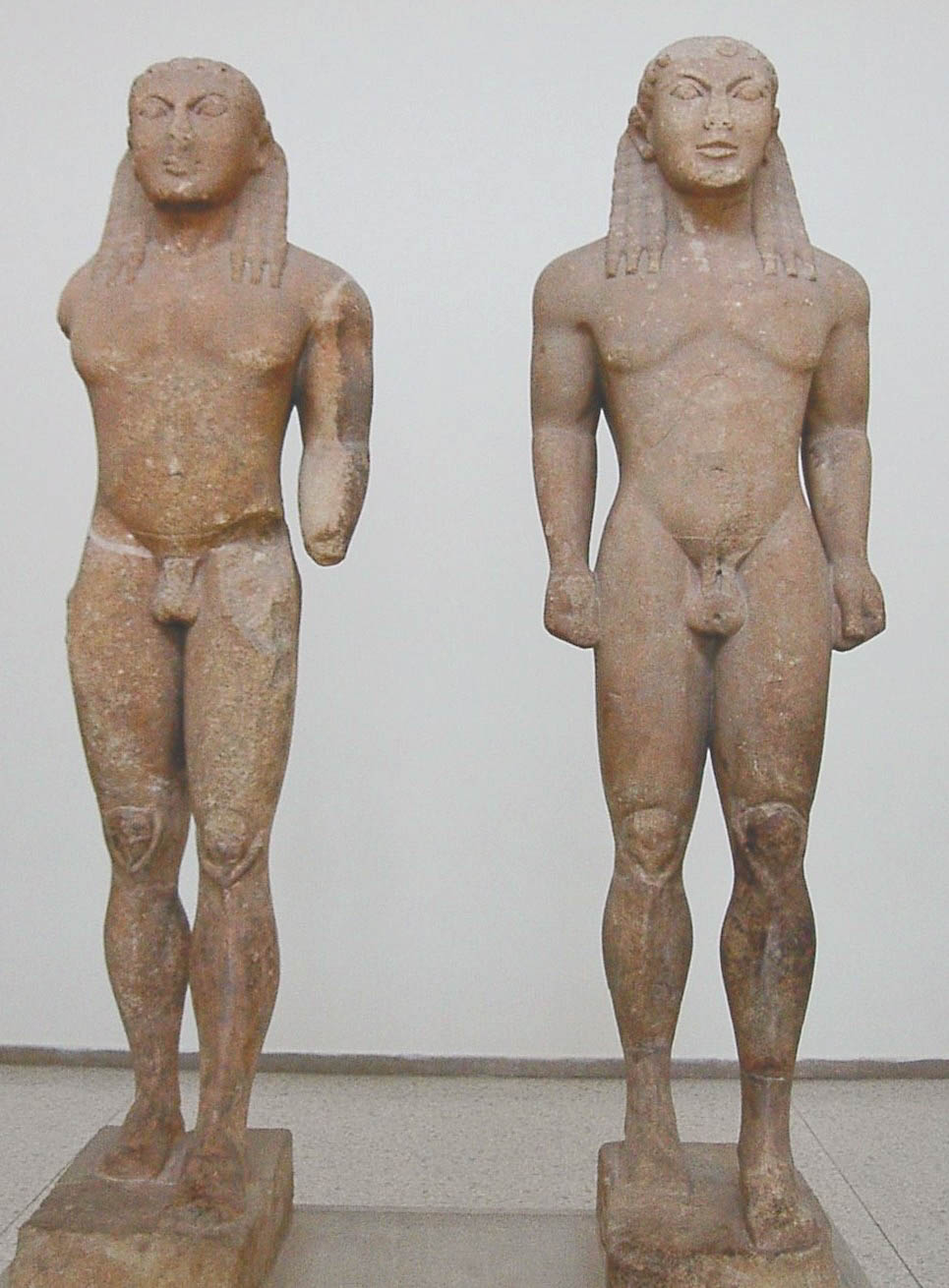
«Клеобіс і Бітон»
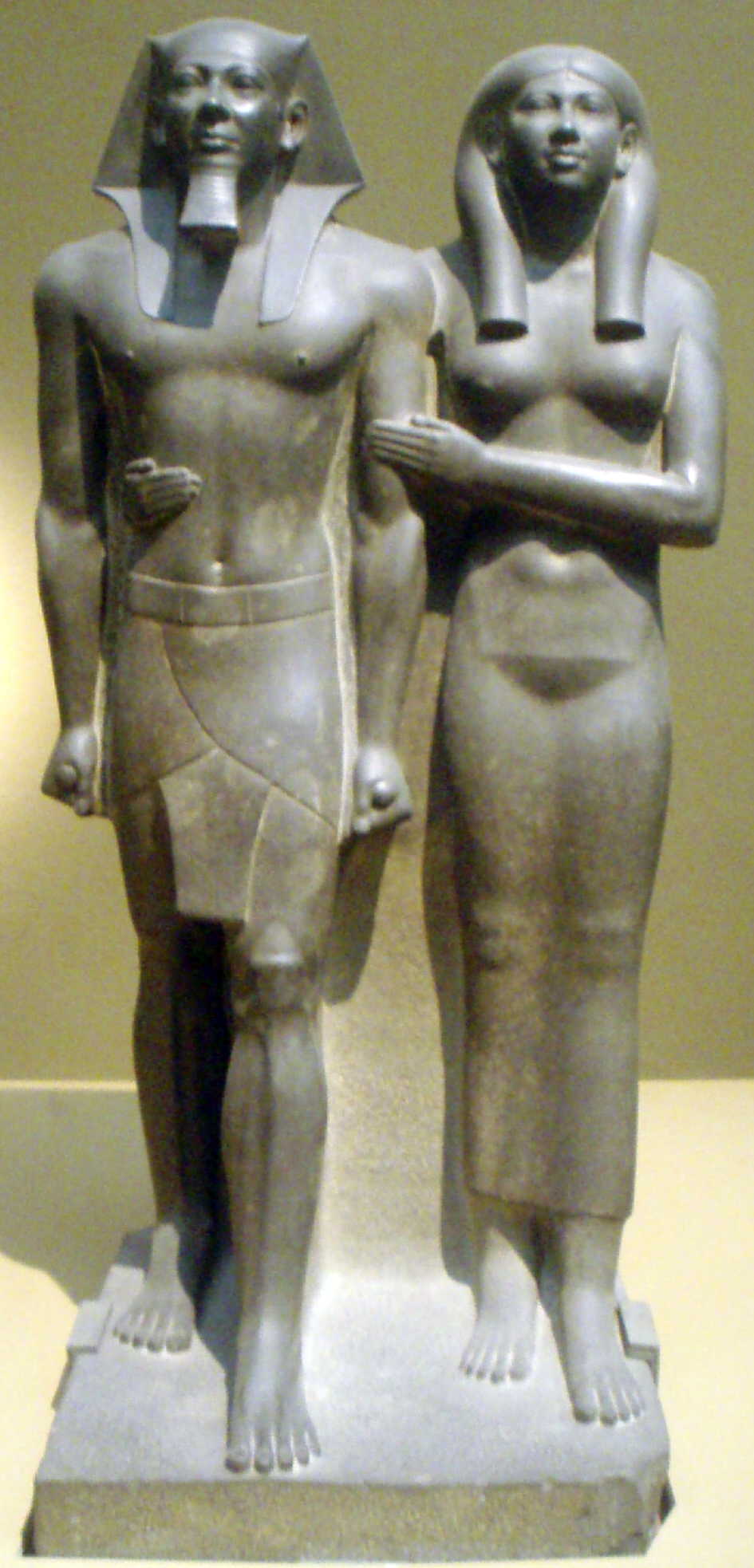
«Фараон Мікерин та цариця Хамерернебті II», бл. 2548—2530 до н. е., Бостон
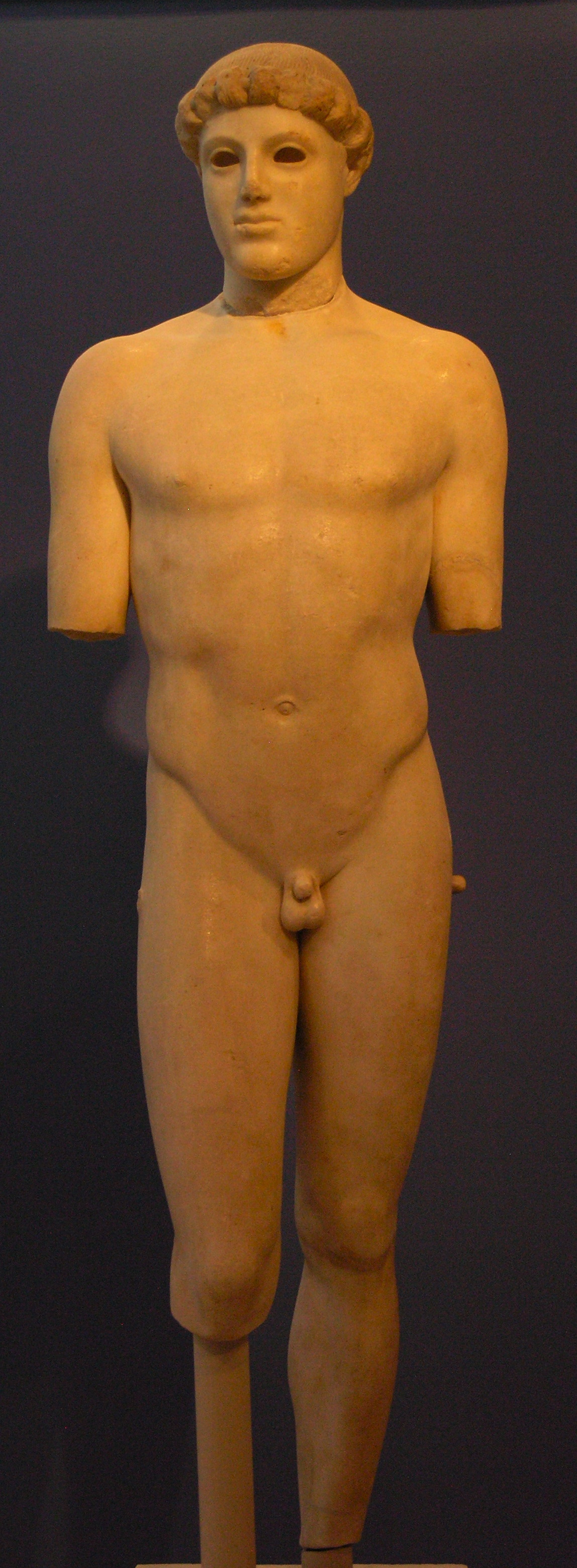
«Хлопчик Крітія»
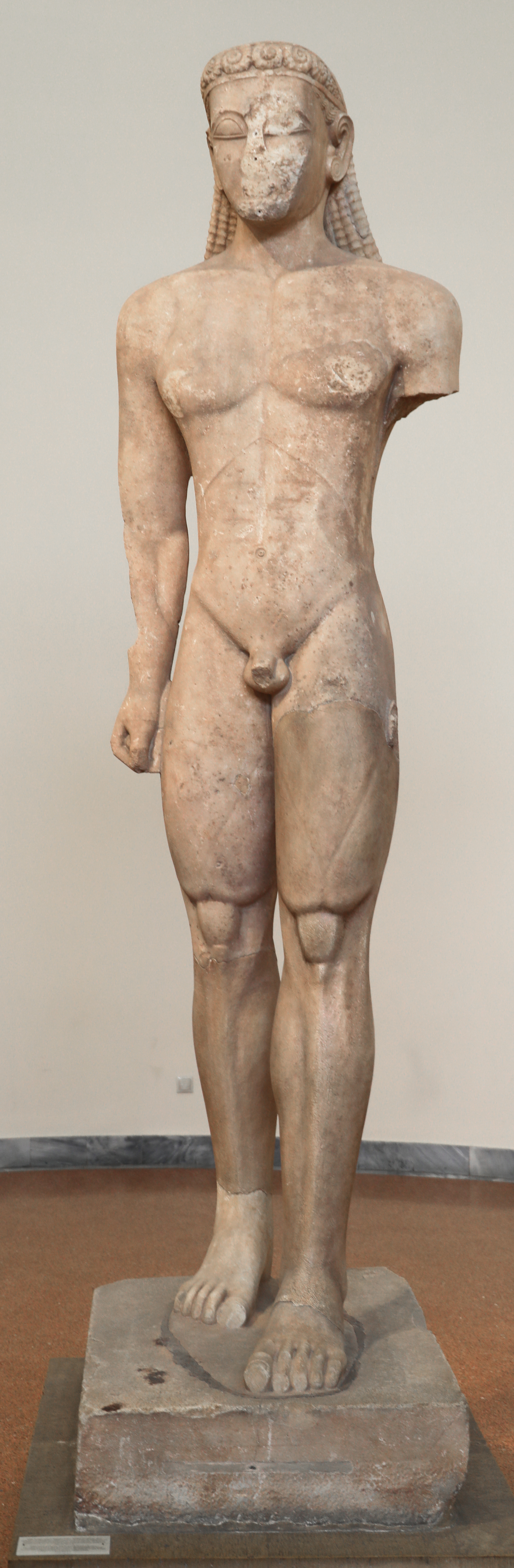
Курос, Арх. музей, Афіни
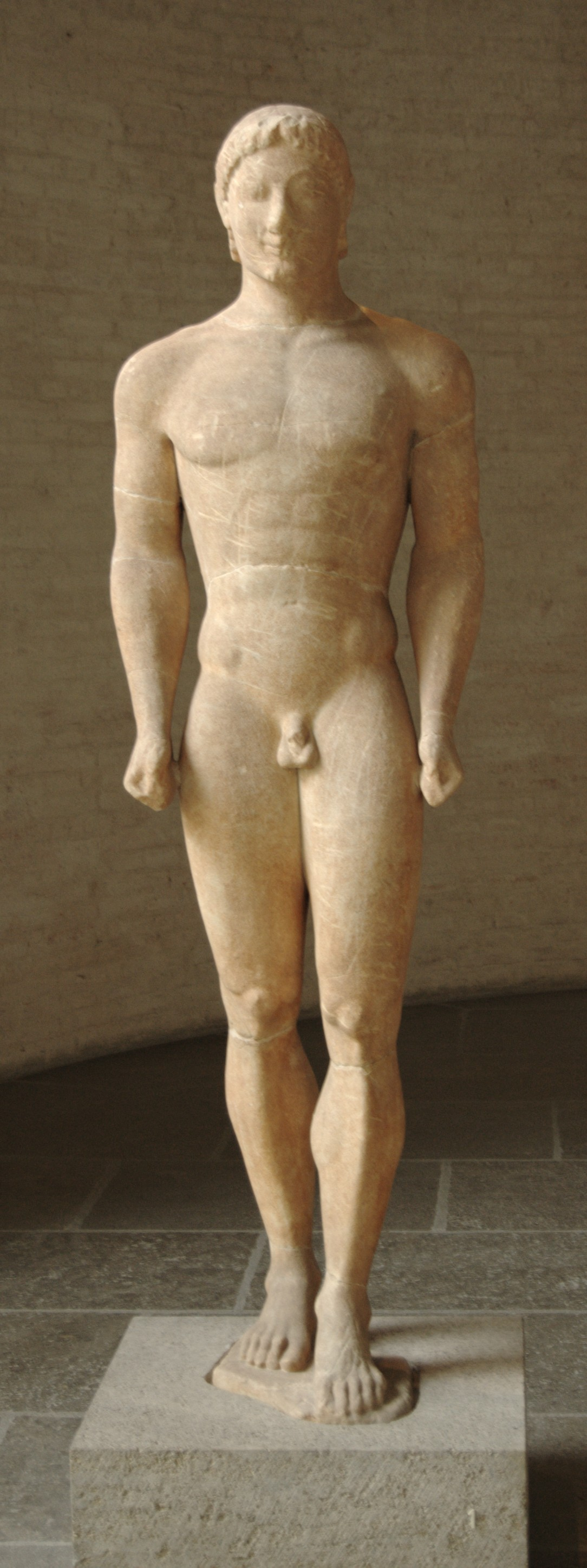
Мюнхенський курос
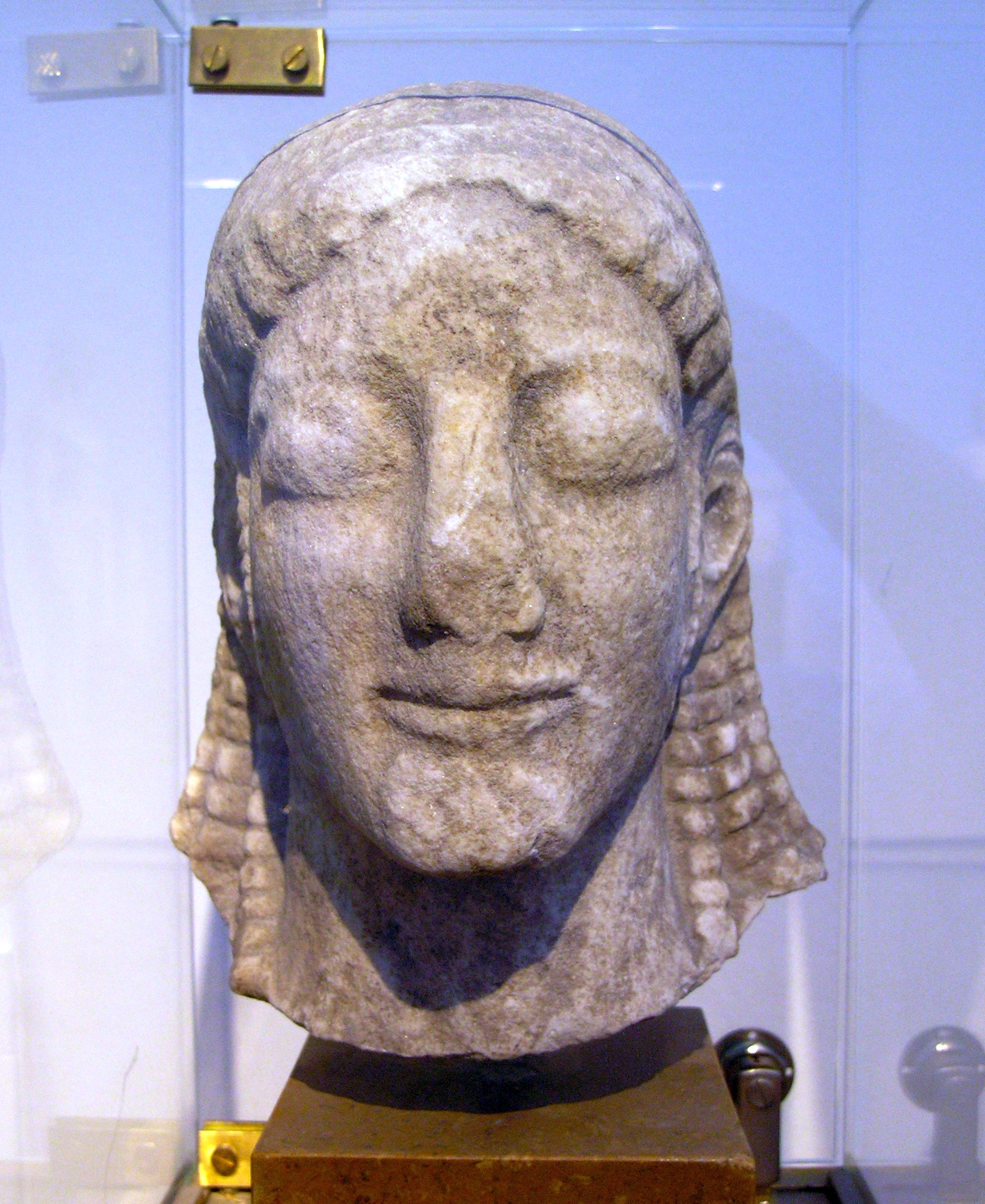
Курос з храму Аполлона Птооса в Беотії
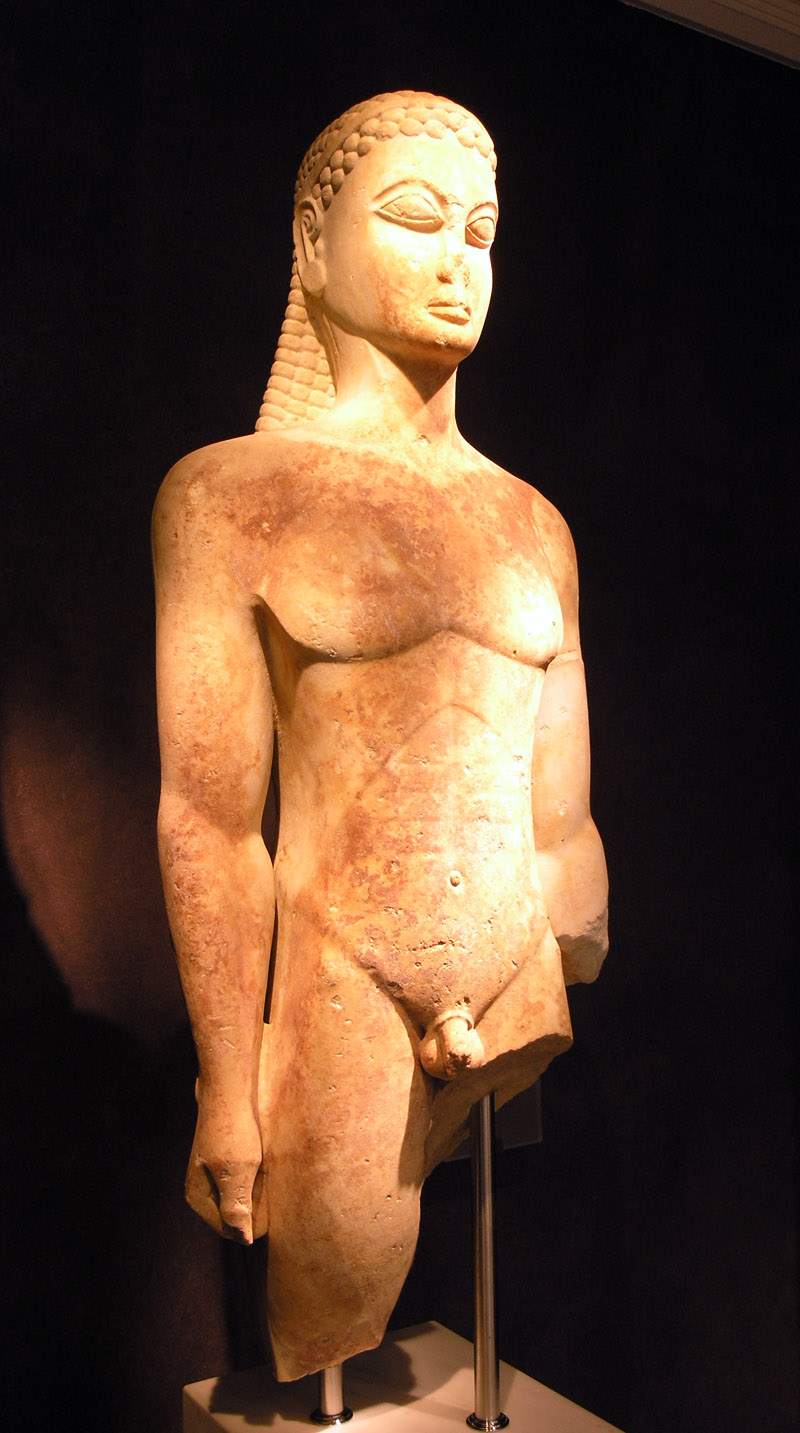
Курос Священних Воріт
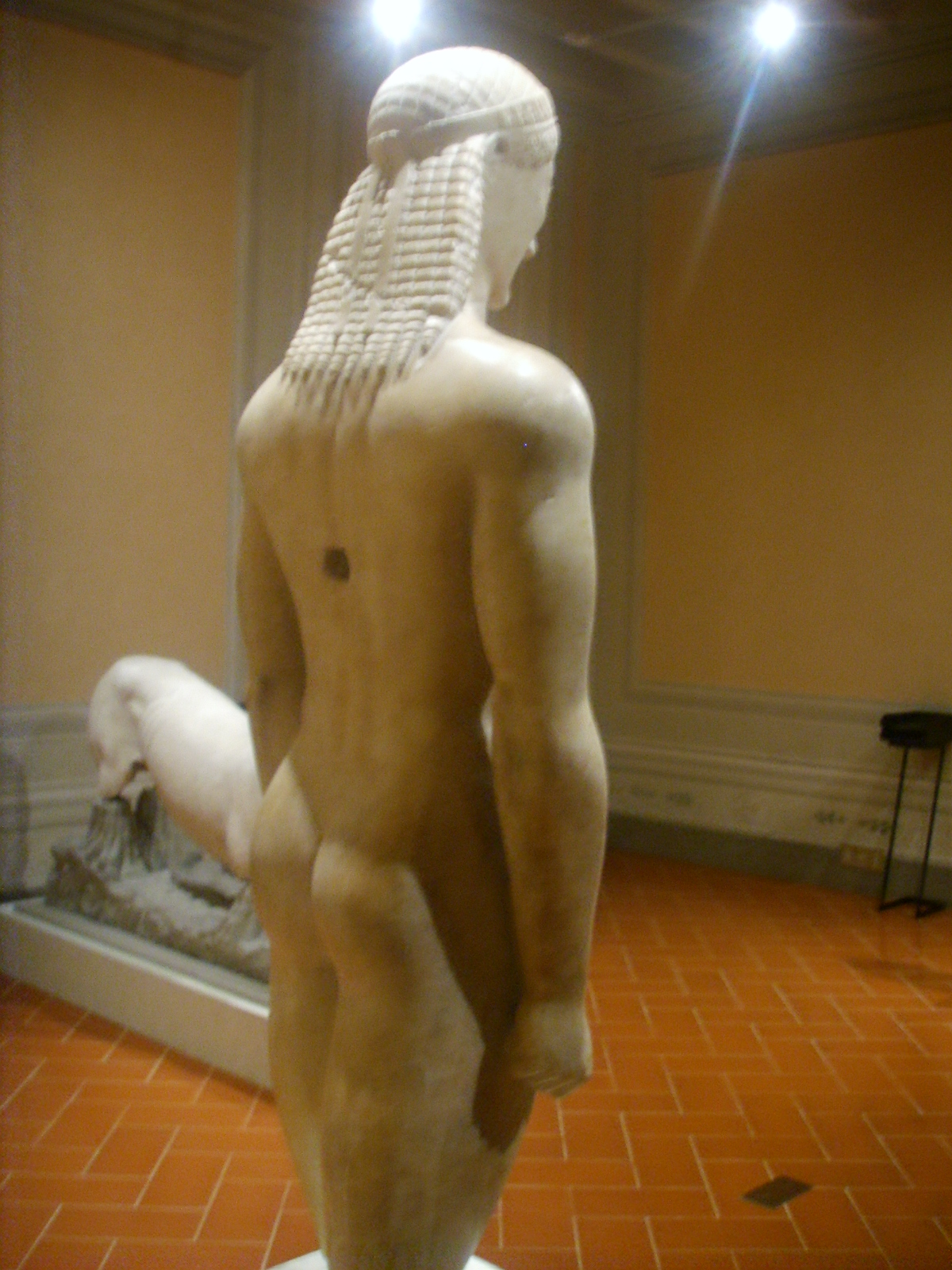
Міланський курос
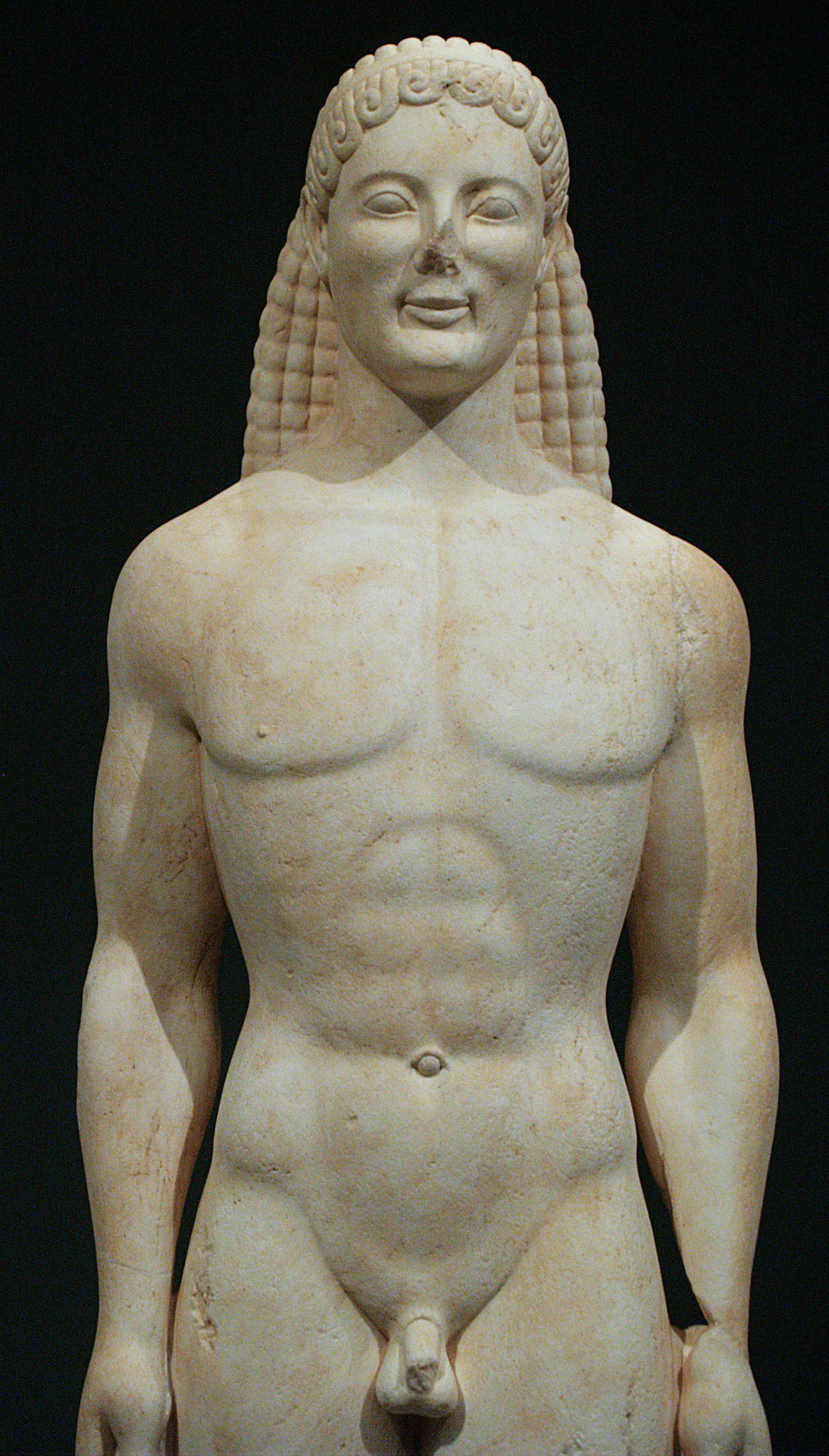
Курос Ґетті. Вілла Ґетті